# Nossa Senhora de Nazaré
Nossa Senhora de Nazaré este un oraș în Piauí (PI), Brazilia.